# Günther von Reibnitz
Günther Hubertus von Reibnitz (Mistitz, Silésia, Império Alemão, 8 de setembro de 1894 - Breitbrunn am Chiemsee, Baviera, Alemanha, 2 de março de 1983) foi um oficial da cavalaria do Império Alemão durante a Primeira Guerra Mundial. Ele se juntou ao Partido Nazista, em 1930, e era um membro do corpo de cavalaria SS.

## Início de vida
Günther von Reibnitz  era descendente de uma antiga família da Silésia e era o filho do barão Hans Egon von Reibnitz (1856-1918), que se casou com a baronesa Ida von Eickstedt (1867-1937) em 19 de fevereiro 1887 em Gieraltowitz, Alta Silésia.
Seu pai era filho do barão Ernst von Reibnitz (1830-1867) e de sua esposa Emilie Neumann (1833-1908).
Sua mãe era filha do barão Hugo-Julius von Eickstedt (1832-1897) e de sua esposa Ida Krohn (1842-1925).

## Casamentos e Filhos
Reibnitz casou em primeiro lugar com Margherita Schoen, a viúva de Friedrich Ernst Graf von Seherr-Thoss (1881 -1918), e uma filha de Gustav Schoen por seu casamento com Elisabeth Wentzel. Sua filha Margarita nasceu em 18 de Janeiro 1924, Krzanowitz. O casamento terminou em divórcio em 15 de abril 1931.
Reibnitz casou em segundo lugar com a condessa Maria Anna Szapáry de Muraszombath (1911-1998), filha do diplomata Austro-Húngaro conde Frigyes Szapáry (1869-1935) e de sua esposa condessa Hedwig von Szapáry.
Nasceu em 16 de novembro de 1942 seu filho o barão Friedrich von Reibnitz e em 15 de janeiro 1945, sua filha a baronesa Marie Christine nasceu em Carlsbad, perto da propriedade de sua avó materna condessa Hedwig Szapáry, uma filha de Alfredo III, Príncipe de Windisch-Grätz. Seu segundo casamento terminou em divórcio em 1946. Em 1950, sua ex-esposa se mudou com seus filhos para a Austrália.
Reibnitz casou em terceiro lugar com Esther Schütte (nascida em 1909) em 12 de maio de 1950 em Joanesburgo. O casamento terminou em divórcio em 12 de julho de 1956.
Reibnitz casou em quarto lugar com Rosemarie Kramer, viúva do barão Gustavo von Buddenbrock (1907-1955) e viúva de Ulrich Otto Hoesch (1899-1941), e filha de Alois Karl Kramer. Como a viúva de Gustavo von Buddenbrock, sua esposa era chamada de Baronesa Rosemarie von Buddenbrock em algumas vezes.
Sua filha Margarita casou Charles Jacques Francisco em Sharon, Connecticut, em 14 de setembro de 1947.
Seu filho Friedrich casou em primeiro lugar com Kay Vernon em 1971. O casamento terminou em divórcio em 1978.
Seu filho Friedrich em segundo lugar com Helen Rodda Williams, filha do professor sir Bruce Rodda Williams, vice-chanceler da Universidade de Sydney.
Sua filha baronesa Marie Christine von Reibnitz, que em 1978 tornou-se Maria Cristina, Princesa Miguel de Kent em seu casamento com o príncipe Miguel de Kent, tomando a forma tradicional de título e estilo. Dois de seus netos, lorde Frederick Windsor e lady Gabriella Windsor, estão na linha de sucessão ao trono britânico.

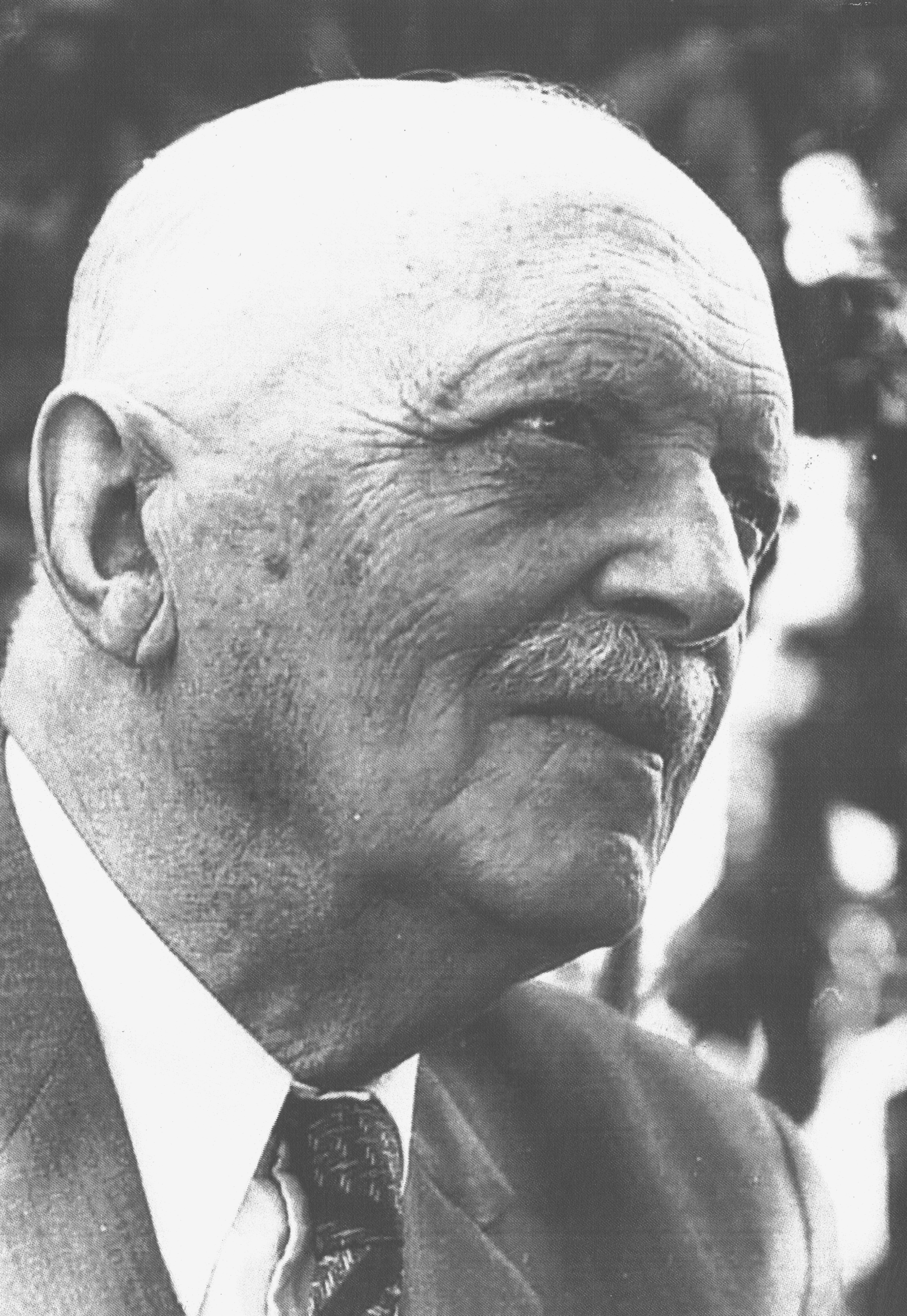
Günther von Reibnitz em 1970

## Títulos
- 8 de setembro de 1894 - 2 de março de 1983 : Barão Günther von Reibnitz